# Notophlebia hyalina
Notophlebia hyalina is een haft uit de familie Leptophlebiidae. De wetenschappelijke naam van de soort is voor het eerst geldig gepubliceerd in 1970 door Peters & Edmunds.
De soort komt voor in het Oriëntaals gebied.